# Oskar Kozák
Oskar Kozák (25. září 1909, Gramatneusiedl, Rakousko-Uhersko – 5. června 2004, Praha) byl český sochař a restaurátor.

## Život
Oskar Kozák v rakouském Gramatneusiedlu; rodiče byli českého původu, otec Michal Kozák (*1881), matka Marie, rozená Skřivanová (*1886).  Prožil dětství v Novém Dvoře u Nymburka, do roku 1924 žil ve Vysoké u Mělníka. Vystudoval Uměleckoprůmyslovou školu zpracování kovů v Hradci Králové a Akademii výtvarných umění v Praze. Byl žákem profesora Otakara Španiela. V roce 1935 půl roku studoval v Itálii, následující rok pak na Akademii v Berlíně.
V 50. letech patřil k nejaktivnějším sochařům. Dařilo se mu získávat oficiální zakázky, např. reliéfy památníku sovětských vojáků ve Svidníku, reliéfy pro Národní památník na Vítkově, pomník Otakara Jaroše v Mělníku nebo Jana Evangelisty Purkyně na Karlově náměstí. V letech 1951–1956 byl také politicky činný jako předseda I. krajského střediska Československého svazu výtvarníků.
Po politických změnách v 60. letech už tolik zakázek nedostával. V roce 1976 získal titul Zasloužilý umělec, ale vytvořil pak již jen menší objekty. V roce 1977 podepsal Antichartu.

## Dílo

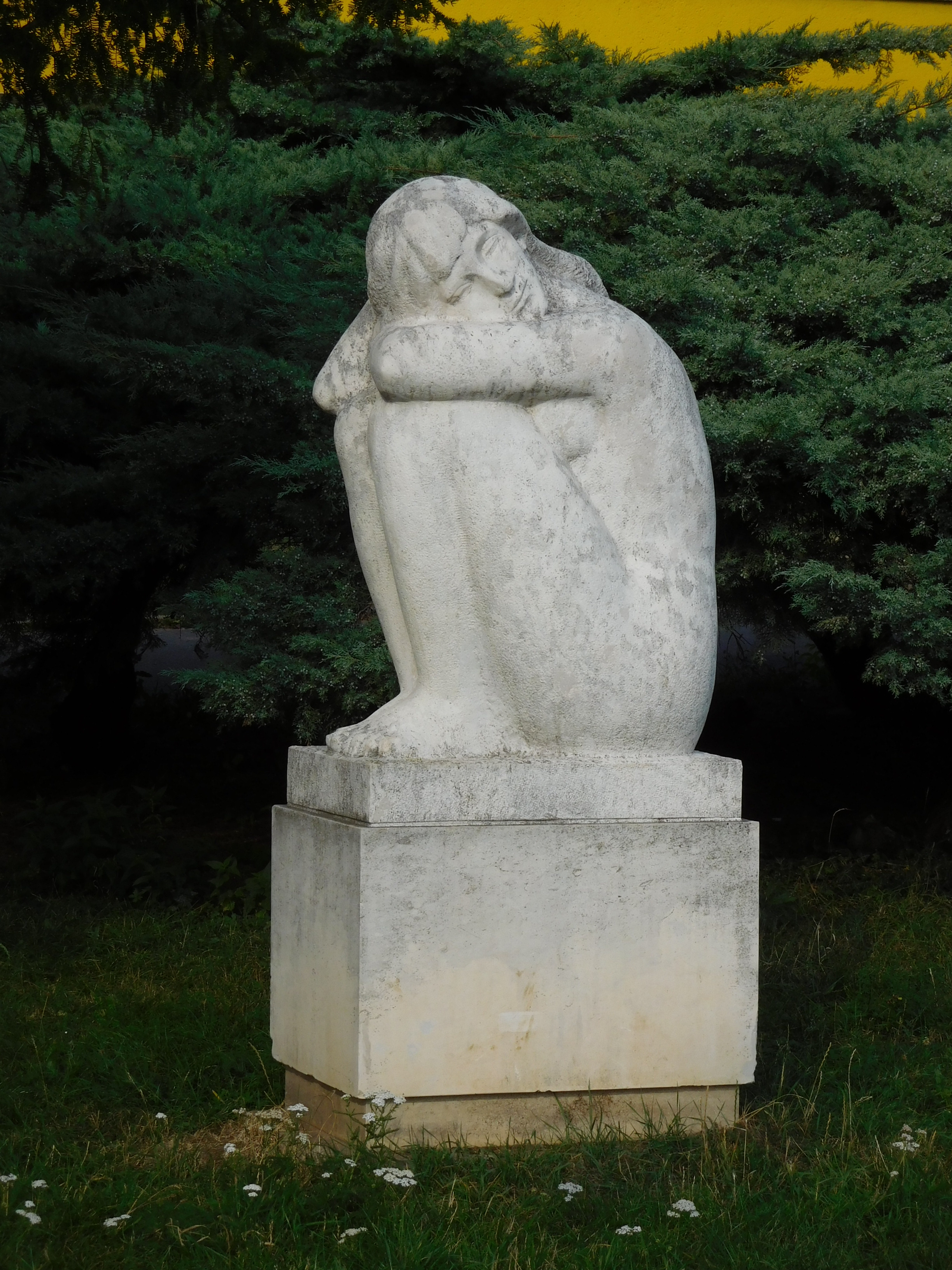
Schoulená, Praha-Dejvice

- reliéfy památníku sovětských vojáků ve Svidníku
- reliéfy pro Národní památník na Vítkově
- pomník Otakara Jaroše v Mělníku
- pomník Jana Evangelisty Purkyně na Karlově náměstí v Praze, 1961
- pomník Jana Evangelisty Purkyně v Poděbradech, 1957–1962
- Schoulená, Praha-Dejvice, 1983